# Croce della chiesa del Santo Sepolcro
La Croce della chiesa del Santo Sepolcro (Croce n. 15) è una croce dipinta e sagomata di artista pisano ignoto (282x286 cm), databile al 1150-1200 circa e conservata nel Museo nazionale di San Matteo a Pisa.

## Storia e descrizione
La croce, proveniente dalla chiesa del Santo Sepolcro a Pisa, mostra il Christus triumphans, circondato da piccole scene della morte e resurrezione, disposte ordinatamente dai bracci della croce (a sinistra l'Ultima cena e a destra la Lavanda dei piedi) ai tabelloni laterali (sei scene da leggere da sinistra a destra, dall'alto al basso: Cattura, Morte di Cristo, Marie al sepolcro, Cena in Emmaus, Apparizione agli apostoli, Ascensione) e al soppedaneo (Pentecoste), mentre nella cimasa si trova la visione celeste di Maria tra gli angeli e gli apostoli.
Le figure sono rese con contorni netti, con una reiterazione delle fisionomie e degli sfondi architettonici che trova confronti nella miniatura coeva in Umbria e nel Lazio.